# 리사 로빈 켈리
리사 로빈 켈리(Lisa Robin Kelly, 1970년 3월 5일 ~ 2013년 8월 14일)는 미국의 배우이다.
2005년까지 70년대 쇼 등의 시트콤에서 단역으로 출연하는 등 활동을 하였으나 활동 중단 이후 폭행, 음주운전, 약물남용 등으로 체포되었고, 2013년 보호치료소에서 사망하였다.

## 출연 작품
- 클럽랜드 (1999)
- 서바이버 (1998)
- 요절복통 70 쇼 (1998)
- 아미티빌 8 - 테러블 하우스 (1996)
- 패스트 포워드 (1995)
- 봄방학 대소동 (1995)
- 크라이스 언허드 - 도나 야클릭 스토리 (1994)
- 못말리는 번디 가족 (1987)
- 우리 생애 나날들 (1965)